# Laguna de Apoyo
Laguna de Apoyo (Apoyosjön) är en kratersjö i en kalderavulkan, samt ett naturreservat, strax väster om Granada, Nicaragua. 

## Vulkan och Kratersjö
Kalderavulkanen är sedan länge utslocknad. Kratern är 500 meter djup och från kanterna har man en fantastisk utsikt över sjön. Kratersjön är 19 km² stor. Den har inget utlopp utan dräneras genom grundvattnet. Under senare år har vattennivån sjunkit.

## Naturreservat
Kratersjön och den omgivande kratern utgör sedan 1991 ett 35 km² stort naturreservat. 

## Turism
Laguna de Apoyo är ett populärt turistmål för vila, promenader, bad och vattensporter.  Norrifrån går det en väg ner till vattnet som sedan sträcker sig längs sjöns västra strand. Där finns det ett antal hotel och fritidshus.

## Bilder
|  |  |
|  |  |
|  |  |